# Râul Vârtopu
Râul Vârtopu este un curs de apă, afluent al râului Ungureni. 